# Следков, Александр Юрьевич
Александр Юрьевич Следков (род. 17 июля 1953, Петрозаводск) — российский физиолог, историк и литератор. Доктор биологических наук. Председатель правления Общества изучения истории водолазного дела им. Р. А. Орбели. Академик ПАНИ. Член Союза писателей Санкт-Петербурга. Автор более 200 научных работ, опубликованных в России и за рубежом, в том числе 15 монографий, прозаических и поэтических произведений.

## Биография
В 1978—1989 гг. работал инженером-механиком по обслуживанию барокамер и младшим научным сотрудником группы гипербарической физиологии «Амфибия» Института физиологии им. И. П. Павлова АН СССР, где в 1988 году защитил кандидатскую диссертацию, выполненную на основании экспериментов на животных.
В 1989 году перешёл на работу в НИИ промышленной и морской медицины Министерства здравоохранения, где провёл фундаментальные научные исследования, в результате которых были выявлены нейрофизиологические механизмы воздействия на центральную нервную систему азота и гелия под повышенным давлением, выражающиеся в азотном наркозе и нервном синдроме высокого давления, и возможности их фармакологического предотвращения. В конце 1990-х гг. участвовал в научном сопровождении погружений акванавтов в барокомплексе до давления 50 добавочных атмосфер (500 метров). В 2000-х гг., работая в клинике института, получил уникальные данные по лечебному действию дыхательных газовых смесей с инертными газами (гелий и ксенон), которые используются в лечении ряда заболеваний, медицинской реабилитации и спорте высших достижений. Принимал участие в разработке основополагающих нормативных и методических документов по медицинскому обеспечению водолазов и водолазных работ в Российской Федерации.
В 1999 организовал Общество изучения истории водолазного дела им. Р. А. Орбели, афилированное в сеть международных организаций Historical Diving Society, стал председателем его правления, а также редактором журнала «История российского водолазного дела», издававшегося на русском и английском языках c 2002 по 2010 г. Член американского и почётный член британского и испанского водолазно-исторических обществ.
Автор 7-томного труда «Очерки истории водолазного дела» (2011—2023 гг. издания), охватывающего период от древних времен до начала XXI столетия, а также книги «Создание акваланга» (2010), "Рубен.Ольга.Анна.Русудана" (2020) и "О подводных и сухопутных" (2023). Научный консультант многосерийных документальных фильмов «История водолазного дела» и «Код Орбели». 
Автор цикла лекций по истории водолазного дела, опубликованного в Ютьюб, Рутьюб, ВК и Телеграмм в 1923-25 гг.
Член Союза писателей Санкт-Петербурга. Исторические, поэтические и прозаические произведения отражены на литературном сайте аследков.рф, и опубликованы в поэтических и прозаических сборниках и альманахах.  

## Награды и премии "За заслуги перед Отечеством»II степени
- медаль «За вклад в подводную деятельность» Конфедерации подводной деятельности России
- почётный знак «80 лет Экспедиции подводных работ особого назначения» (2003)
- премия «Подводное наследие России» (2014)
- медаль Совета ветеранов МЧС (2024)
- почётные грамоты и дипломы
- Беляевская литературная премия (2017)
- премия Союза книгоиздателей России (2017)
- диплом лауреата поэтического конкурса «Россия, перед именем твоим» (2018), конкурсов им.Н.В.Гоголя (2021), В.Г.Короленко (2023 и 2025) и "Русский Гофман" (2024).
- премия им. В.Н.Татищева за вклад в историческую науку (2023).

## Избранные труды
Научные публикации
- Следков А. Ю. Нейрофармакологические основы развития и предотвращения НСВД и азотного наркоза. — СПб.: Иванов и Лещинский, 1995.- 226 с.
- Следков А. Ю. Нервный синдром высоких давлений. — СПб., 1997. — 84 с.
- Следков А. Ю. Глубинное опьянение. — СПб., 1999. — 48 с.
- Следков А. Ю. Регламентация авиаперелётов после завершения подводных и кессонных работ // Медицина экстремальных состояний. — 2001. — № 3 (10). — C. 66-70.
- Следков А. Ю. Особенности проведения водолазных и кессонных работ в условиях горной местности // Медицина экстремальных состояний. — № 4 (11). — C. 78-81.
- Довгуша В. В., Следков А. Ю., Дмитрук А. И., Мясников А. А. Методическое пособие по реабилитации водолазов, водолазов-глубоководников и кессонных рабочих. — М.; СПб., 2002. — 44 с.
- Следков А. Ю., Довгуша В. В. Особенности функционирования организма человека в гипербарической среде. — СПб., 2003. — 152 с.
- Довгуша В. В., Следков А. Ю. Индифферентные газы, рецепция и наркоз. — СПб., 2006. — 102 с.
- Довгуша В. В., Горелкин А. Е., Следков А. Ю. Применение ксенона в терапии: Метод. реком. — М., 2007. — 21 с.

Исторические публикации
- Создание акваланга: Историческое исследование. — СПб.: Остров, 2010. — 96 с.
- Очерки истории водолазного дела. — СПб.: Гангут, 2011. — Кн. 1. — 324 с.
- Следков А. Ю. Очерки истории водолазного дела. — СПб.: Гангут, 2012. — Т. 2, Кн. 1. — 396 с.
- Следков А. Ю. Очерки истории водолазного дела. — СПб.: Гангут, 2012. — Т. 2, Кн. 2. — 376 с.
- Следков А. Ю. Очерки истории водолазного дела. — СПб.: Гангут, 2015. — Т. 3, Кн. 1. — 316 с.
- Следков А. Ю. Очерки истории водолазного дела. — СПб.: Гангут, 2016. — Т. 3, Кн. 2. — 272 с.
- Следков А. Ю. Очерки истории водолазного дела. — СПб.: Гангут, 2016. — Т. 3, Кн. 3. — 240 с.
- Следков А.Ю. Очерки истории водолазного дела. - СПб.: Гангут, 2023. - Т.4, Кн.1. - 228 с.
- Sledkov A. John Dean and the Russian Link // Historical Diving Times. — 2007. — N. 42. — P. 8-12.
- Sledkov A. Robert Crombie: A 19th Century Bell Diver in Russia // Internat. J. Diving History. — 2010. — Vol.3, N. 1. — P. 3-17.

Поэзия и проза
- Следков А. Alter ego: Поэтический сборник. — СПб.: АО НПО ЦКТИ, 1995. — 62 с.
- Следков А. Пёс членкора Гудова. — СПб.: ТИ-ПТ, 1996. — 106 с.
- Следков А. Сутки через трое. — СПб.: ЗАО ОТИМ, 1999. — 59 с.
- Следков А. Здравствуй. — СПб.: УМТ ГУП НИИ ПММ, 2000. — 67 с.
- Следков А. Alter Ego. Размышлизмы // Налет на Олимп. — СПб.: Северо-Запад, 2018. — С. 58-61. (Серия «Петраэдр»)
- Следков А. Алтын // Кото-собачий разговорник для людей призраков и ангелов. — СПб.: Северо-Запад, 2018. — С.42. (Серия «Петраэдр»)
- Следков А. Тополь дрожащий. - СПб.: Страта, 2020. - 514 с.
- Следков А. Когда состарится мой дом. - СПб.: Страта. - 296 с.
- Следков А. О подводных и сухопутных. - СПб.: Страта. - 268 с.